# Liste der Kulturdenkmale in Thale

Wappen von Thale

In der Liste der Kulturdenkmale in Thale sind alle Kulturdenkmale der Gemeinde Thale (Landkreis Harz) und ihrer Ortsteile aufgelistet. Grundlage ist das Denkmalverzeichnis des Landes Sachsen-Anhalt, das auf Basis des Denkmalschutzgesetzes vom 21. Oktober 1991 erstellt wurde (Stand 31. Dezember 2024). 

## Kulturdenkmale nach Ortsteilen

### Allrode
| Lage                                  | Bezeichnung            | Beschreibung                                                                        | Erfassungs- nummer | Ausweisungsart | Bild           |
| ------------------------------------- | ---------------------- | ----------------------------------------------------------------------------------- | ------------------ | -------------- | -------------- |
| Kirchplatz Ecke Blankenstraße (Karte) | Kriegerdenkmal Allrode | Kriegerdenkmal, das den Gefallenen des Ersten Weltkrieges 1914–1918 gewidmet wurde. | 094 25298          | Baudenkmal     | Weitere Bilder |
| Kirchplatz (Karte)                    | Kirche                 | Petruskirche                                                                        | 094 45041          | Baudenkmal     | Weitere Bilder |
| Lange Straße 9, 9a (Karte)            | Wohnhaus               | Wohnhaus                                                                            | 094 25299          | Baudenkmal     | Wohnhaus       |
| Lange Straße 31 (Karte)               | Bauernhaus             |                                                                                     | 094 45043          | Baudenkmal     | Bauernhaus     |
| Mühlweg 136 (Karte)                   | Forsthof               |                                                                                     | 094 98640          | Baudenkmal     | Forsthof       |
| Sellstraße 64 (Karte)                 | Gewerbehof             | Der Gewerbehof wurde im Jahr 2022 als Baudenkmal ausgewiesen.                       | 094 46653          | Baudenkmal     | BW             |

### Altenbrak
| Lage                                              | Bezeichnung          | Beschreibung | Erfassungs- nummer | Ausweisungsart | Bild           |
| ------------------------------------------------- | -------------------- | --- | ------------------ | -------------- | -------------- |
| Hüttengraben – Ortslage (Karte)                   | Mühlengraben         | Mühlgraben/Hüttengraben, von der Bode gespeist. | 094 25420          | Baudenkmal     | Weitere Bilder |
| auf den Wiesen gegenüber Badeanstalt (Karte)      | Scheune              | | 094 00903          | Baudenkmal     | Scheune        |
| Unterhalb der Kirche (Karte)                      | Kriegerdenkmal       | | 094 00343          | Baudenkmal     | Kriegerdenkmal |
| Alte Straße, Hanglage links (Karte)               | Denkmal              | | 094 25271          | Baudenkmal     | Weitere Bilder |
| An der Bode 1 (Karte)                             | Wohnhaus             | | 094 00342          | Baudenkmal     | Wohnhaus       |
| An der Bode 2 (Karte)                             | Wohnhaus             | | 094 00533          | Baudenkmal     | BW             |
| An der Bode 3 (Karte)                             | Wohnhaus             | Hirtenhaus | 094 00905          | Baudenkmal     | BW             |
| Altenbraker Bergstraße 1 (Karte)                  | Kirche               | | 094 00344          | Baudenkmal     | Weitere Bilder |
| Hütteplatz 1 (Karte)                              | Wohnhaus             | | 094 00339          | Baudenkmal     | Wohnhaus       |
| Hütteplatz 12 (Karte)                             | Forsthaus            | | 094 00571          | Baudenkmal     | Forsthaus      |
| Hütteplatz 13, 13a, 13b (Karte)                   | Hüttenwerk           | Hütte Altenbrak Eisenhütte | 094 25025          | Baudenkmal     | Hüttenwerk     |
| Hütteplatz 13 (Karte)                             | Hüttenwerk           | | 094 25418          | Baudenkmal     | BW             |
| Ludwigshütte, Ortseingang / Bode oberhalb (Karte) | Brücke               | Viaduktbrücke (Wasserbrücke) und Turbinengraben, die zum Betrieb des Sägewerkes errichtet wurden. Die Brücke diente im DEFA-Film Die Abenteuer des Werner Holt 1964 auch als Filmkulisse. Im Jahr 2023 begann der Abriss des Aquädukts über die Bode, weil der bauliche Zustand die Erhaltung unmöglich machte. | 094 25024          | Baudenkmal     | Weitere Bilder |
| Ludwigshütte 1b (Karte)                           | Fabrik               | | 094 25419          | Baudenkmal     | Fabrik         |
| Sankt Ritter 14 (Karte)                           | Mühle                | | 094 00574          | Baudenkmal     | Weitere Bilder |
| Sankt Ritter 26 a (Karte)                         | Sanatorium           | früheres Sanatorium, heute Pension „Zum Harzer Jodlermeister“ | 094 00584          | Baudenkmal     | Weitere Bilder |
| Sankt Ritter 29 (Karte)                           | Pension              | | 094 00578          | Baudenkmal     | Pension        |
| Sankt Ritter 32 (Karte)                           | Wohnhaus             | | 094 00345          | Baudenkmal     | Wohnhaus       |
| Sankt Ritter 34 (Karte)                           | Wohnhaus             | | 094 00573          | Baudenkmal     | Wohnhaus       |
| Schlossweg (Karte)                                | Jagdhaus             | Jagdschloss Windenhütte | 094 01749          | Baudenkmal     | Jagdhaus       |
| Todtenrode (Karte)                                | Forsthaus Todtenrode | Forsthaus Todtenrode, Jagdhof | 094 00583          | Baudenkmal     | Weitere Bilder |
| Unterdorf 2 (Karte)                               | Wohnhaus             | | 094 00572          | Baudenkmal     | Wohnhaus       |
| Unterdorf 3 (Karte)                               | Wohnhaus             | | 094 1750           | Baudenkmal     | Wohnhaus       |
| Unterdorf 4 (Karte)                               | Wohnhaus             | | 094 00340          | Baudenkmal     | Wohnhaus       |
| Unterdorf 9 (Karte)                               | Wohnhaus             | | 094 00341          | Baudenkmal     | Wohnhaus       |

### Friedrichsbrunn
| Lage                    | Bezeichnung                     | Beschreibung | Erfassungs- nummer | Ausweisungsart | Bild           |
| ----------------------- | ------------------------------- | --- | ------------------ | -------------- | -------------- |
| Hauptstraße 3 (Karte)   | Villa                           | „Weiße Villa“ | 094 21140          | Baudenkmal     | Villa          |
| Hauptstraße 36 (Karte)  | Bonhoeffer-Kirche               | Dorfkirche Friedrichsbrunn mit Kriegerdenkmal von 1924 davor. Dahinter Trauerhalle von 1902 und Friedhof des Ortes. Die Kirche wurde 1880 nach Abriss des Vorgängerbaus errichtet. Seit 1996 heißt sie Bonhoeffer-Kirche. | 094 21099          | Baudenkmal     | Weitere Bilder |
| Hauptstraße 136 (Karte) | Wohnhaus                        | | 094 45159          | Baudenkmal     | BW             |
| Hauptstraße 141 (Karte) | Villa                           | | 094 45062          | Baudenkmal     | Villa          |
| Hauptstraße 147 (Karte) | Wohnhaus                        | | 094 21097          | Baudenkmal     | Wohnhaus       |
| Hauptstraße 151 (Karte) | Forsthaus                       | Forsthaus Ramberg | 094 46647          | Baudenkmal     | Forsthaus      |
| Klobenberg 3 (Karte)    | Forsthaus                       | Forsthaus Klobenberg mit Nebengelass | 094 46648          | Baudenkmal     | Forsthaus      |
| Waldstraße 7 (Karte)    | Bonhoeffer-Haus Friedrichsbrunn | Wohnhaus in Ziegelbauweise, 1913 als Ferienhaus von Paula und Karl Bonhoeffer erworben. Das Wohnhaus wurde am 16. März 2015 als Denkmal ausgewiesen                                                                       | 10715049           | Baudenkmal     | Weitere Bilder |

### Neinstedt
| Lage | Bezeichnung        | Beschreibung                                                                  | Erfassungs- nummer | Ausweisungsart               | Bild               |
| --- | ------------------ | ----------------------------------------------------------------------------- | ------------------ | ---------------------------- | ------------------ |
| Alexanderstraße 5 (Karte)                                                                                            | Bauernhof          |                                                                               | 094 50540          | Baudenkmal                   | Bauernhof          |
| An der Schwedenlinde, Friedhof (Karte)                                                                               | Kapelle            |                                                                               | 094 45075          | Baudenkmal                   | Weitere Bilder     |
| Alte Gartenstraße 3 (Karte)                                                                                          | Bauernhaus         |                                                                               | 094 45071          | Baudenkmal                   | Bauernhaus         |
| Georgshöhstraße 12 (Karte)                                                                                           | Wohnhaus           |                                                                               | 094 50581          | Baudenkmal                   | Wohnhaus           |
| Neinstedter Hauptstraße 20 (Karte)                                                                                   | Wirtschaftsgebäude |                                                                               | 094 50579          | Baudenkmal                   | Wirtschaftsgebäude |
| Auf dem Kirchberg 4 (Karte)                                                                                          | Küsterhaus         |                                                                               | 094 45069          | Baudenkmal                   | Küsterhaus         |
| Auf dem Kirchberg (Karte)                                                                                            | Kirche             | Kirche St. Katharinen Neinstedt                                               | 094 45442          | Baudenkmal                   | Weitere Bilder     |
| Kramerringstraße 1 (Karte)                                                                                           | Wohnhaus           |                                                                               | 094 45070          | Baudenkmal                   | Wohnhaus           |
| Kramerringstraße 30 (Karte)                                                                                          | Mühlenhof          | Brüderhaus Maranatha                                                          | 094 45072          | Baudenkmal                   | Mühlenhof          |
| Lindenstraße 1/3 (Karte)                                                                                             | Pflegeheim         | Neinstedter Anstalten, Lindenhof                                              | 094 21101          | Baudenkmal                   | Weitere Bilder     |
| Lindenstraße 15 (Karte)                                                                                              | Villa              | Villa Nathusius                                                               | 094 45237          | Baudenkmal                   | Villa              |
| Lindenstraße 1, 3, 15, 17, 18, 19, 20, 22, Quedlinburger Straße 1, Suderöder Straße 2, 4, 5, 6, 12, 19 (Karte)       | Pflegeheim         | Neinstedter Anstalten, Gesamtanlage (Elisabethstift wurde bereits abgerissen) | 094 45076          | Denkmalbereich               | Weitere Bilder     |
| Lindenstraße 17, 18, 19, 20, 22, Suderöder Straße 2, 4, 5, 6, 12, 19 (Karte)                                         | Pflegeheim         | Neinstedter Anstalten, Johannenhof                                            | 094 21102          | Baudenkmal                   | Weitere Bilder     |
| Suderöder Straße 1a, auf dem Gelände der Neinstedter Anstalten, im Johannenhof nördlich der Suderöder Straße (Karte) | Lindenhofkirche    | Kirche                                                                        | 094 21102 001      | Teilobjekt eines Baudenkmals | Weitere Bilder     |
| Lindenstraße (Karte)                                                                                                 | Park               | kleiner Park mit der Ruhestätte von Marie und Philipp Nathusius               | 094 45073          | Baudenkmal                   | Weitere Bilder     |
| Alte Quedlinburger Straße 2–6, 24–26 (Karte)                                                                         | Straßenzug         | Straßenzug                                                                    | 094 50539          | Baudenkmal                   | Straßenzug         |
| Alte Quedlinburger Straße 24 (Karte)                                                                                 | Bauernhaus         |                                                                               | 094 45235          | Baudenkmal                   | Bauernhaus         |
| Alte Quedlinburger Straße 25 (Karte)                                                                                 | Bauernhof          |                                                                               | 094 50538          | Baudenkmal                   | Bauernhof          |
| Quedlinburger Straße (Karte)                                                                                         | Brücke             | 1884 eröffnete sogenannte „Friedensbrücke“ über die Bode.                     | 094 45236          | Baudenkmal                   | Weitere Bilder     |
| Stecklenberger Straße 1 (Karte)                                                                                      | Wirtschaftsgebäude |                                                                               | 094 50580          | Baudenkmal                   | Wirtschaftsgebäude |
| Steuerstraße 26 (Karte)                                                                                              | Pfarrhof           |                                                                               | 094 45074          | Baudenkmal                   | Pfarrhof           |
| Alte Thalenser Straße 1 (Karte)                                                                                      | Wohnhaus           |                                                                               | 094 21100          | Baudenkmal                   | Wohnhaus           |
| Ziegeleistraße 4 (Karte)                                                                                             | Wohnhaus           |                                                                               | 094 50576          | Baudenkmal                   | Wohnhaus           |

### Stecklenberg
| Lage | Bezeichnung       | Beschreibung                                  | Erfassungs- nummer | Ausweisungsart | Bild           |
| --- | ----------------- | --------------------------------------------- | ------------------ | -------------- | -------------- |
| auf dem Stecklenberg, Gemarkung Stecklenberg, Flur 3, Flurstück 53 (Karte)                                                  | Burg Stecklenburg |                                               | 094 21134          | Baudenkmal     | Weitere Bilder |
| oberhalb der Stecklenburg auf einem Ausläufer des Rambergmassivs, Gemarkung Stecklenberg, Flur 3, Flurstücke 52, 53 (Karte) | Burg Lauenburg    |                                               | 094 45242          | Baudenkmal     | Weitere Bilder |
| Stecklenberger Hauptstraße 25 (Karte)                                                                                       | Kapelle           |                                               | 094 45103          | Baudenkmal     | Weitere Bilder |
| Stecklenberger Hauptstraße 86 (Karte)                                                                                       | Villa             | Villa von der Busche („Schloss Stecklenberg“) | 094 45104          | Baudenkmal     | Villa          |
| Stecklenberger Hauptstraße 18, 19, 20, 20a, 21, 22, 23 (Karte)                                                              | Straßenzeile      |                                               | 094 45105          | Denkmalbereich | Straßenzeile   |
| Stecklenberger Hauptstraße 25a (Karte)                                                                                      | Brauhaus          | Altes Brauhaus                                | 094 45107          | Baudenkmal     | Brauhaus       |
| Stecklenberger Wurmtal 26 (Karte)                                                                                           | Gemeindehaus      |                                               | 094 21091          | Baudenkmal     | Gemeindehaus   |
| Stecklenberger Wurmtal 52 (Karte)                                                                                           | Bauernhaus        |                                               | 094 21092          | Baudenkmal     | Bauernhaus     |

### Thale
| Lage | Bezeichnung             | Beschreibung | Erfassungs- nummer | Ausweisungsart               | Bild                    |
| --- | ----------------------- | --- | ------------------ | ---------------------------- | ----------------------- |
| Ahornallee 4 (Karte)                                                                                     | Villa                   | | 094 50574          | Baudenkmal                   | Villa                   |
| Alfredstraße 16a–b (Karte)                                                                               | Wohnhaus                | | 094 45245          | Baudenkmal                   | Wohnhaus                |
| Alte Topf 5 (Karte)                                                                                      | Mühlenhof               | | 094 50621          | Baudenkmal                   | Mühlenhof               |
| Bahnhofstraße 1 (Karte)                                                                                  | Bahnhof                 | Hauptbahnhof, Bahnbetriebsgebäude Thale | 094 45246          | Baudenkmal                   | Weitere Bilder          |
| Bahnhofstraße 1 (Karte)                                                                                  | Bahnhof                 | Stellwärterhaus an den Gleisen | 094 45246          | Baudenkmal                   | Weitere Bilder          |
| Bahnhofstraße 1 (Karte)                                                                                  | Werkstattgebäude        | Werkstattgebäude auf der anderen Gleisseite Bahnhofstraße 2a, neben der Villa | 094 21176          | Baudenkmal                   | Weitere Bilder          |
| Bahnhofstraße 2 (Karte)                                                                                  | Villa                   | Villa im Heimatstil aus der Zeit um 1910 | 094 50600          | Baudenkmal                   | Villa                   |
| Bahnhofstraße 5 (Karte)                                                                                  | Central-Theater         | Kino Central-Theater, Kinobau aus der Zeit um 1910, eröffnet 1911 | 094 45247          | Baudenkmal                   | Central-Theater         |
| Baldurweg 1–3, Obersteigerweg 12–15, Wotanstraße 20, 22, 24 (Karte)                                      | Häusergruppe            | Geschlossene Wohnhausbebauung in Gestaltung eines Wohnhofs. | 094 45300          | Denkmalbereich               | Häusergruppe            |
| Bergstraße 19 (Karte)                                                                                    | Kurpension              | | 094 45250          | Baudenkmal                   | Kurpension              |
| Birkenstraße 13/14 (Karte)                                                                               | Wohnhaus                | | 094 45255          | Baudenkmal                   | Wohnhaus                |
| Birkenstraße 21/22 (Karte)                                                                               | Wohnhaus                | | 094 45257          | Baudenkmal                   | Wohnhaus                |
| Blankenburger Straße 26a (Karte)                                                                         | Friedhof Thale          | Friedhof mit mehreren künstlerisch und historisch wertvollen Grabstätten. Unter Denkmalschutz stehen die Grabstätten der Familien Oswald, Martius und Brennecke, das Grab von Theodor Nolte und eine Stele mit Taube.                                                                                                   | 094 45258          | Baudenkmal                   | Weitere Bilder          |
| Blankenburger Straße 26a, auf dem Friedhof Thale (Karte)                                                 | Feierhalle              | Feierhalle | 094 45258 001      | Teilobjekt eines Baudenkmals | BW                      |
| Bodetal (Karte)                                                                                          | Hotel Waldkater         | Jugendherberge auf dem terrassierten Südufer der Bode unterhalb der Homburg | 094 45270          | Baudenkmal                   | Weitere Bilder          |
| Breite Weg 6 (Karte)                                                                                     | Wohnhaus                | | 094 21139          | Baudenkmal                   | Wohnhaus                |
| Breite Weg 15a (Karte)                                                                                   | Wohnhaus                | | 094 45356          | Baudenkmal                   | Wohnhaus                |
| Brückenstraße 29 (Karte)                                                                                 | Wohn- und Geschäftshaus | | 094 50588          | Baudenkmal                   | Wohn- und Geschäftshaus |
| Dambachhaus 1 (Karte)                                                                                    | Dambachhaus             | Jagdschloss | 094 45367          | Baudenkmal                   | Weitere Bilder          |
| Eisenbahnstraße 2 (Karte)                                                                                | Wohnhaus                | | 094 45260          | Baudenkmal                   | Wohnhaus                |
| Eisenbahnstraße 3 (Karte)                                                                                | Wohnhaus                | | 094 45261          | Baudenkmal                   | Wohnhaus                |
| Eisenbahnstraße 6 (Karte)                                                                                | Wohnhaus                | | 094 45262          | Baudenkmal                   | Wohnhaus                |
| Eisenbahnerstraße 22 (Karte)                                                                             | Wohnhaus                | Wohnhaus 2020 als Denkmal eingetragen (Möglicherweise Falscheintrag, Straßenname existiert nicht und Objekt ist doppelt zu Eisenbahnstraße 22) | 107 15069          | Baudenkmal                   | BW                      |
| Eisenbahnstraße 22 (Karte)                                                                               | Wohnhaus                | Wohnhaus 2020 als Denkmal eingetragen | 107 15070          | Baudenkmal                   | Wohnhaus                |
| Eisenbahnstraße 23 (Karte)                                                                               | Villa                   | | 094 45439          | Baudenkmal                   | Villa                   |
| Eisenbahnstraße 24 (Karte)                                                                               | Wohnhaus                | | 094 45440          | Baudenkmal                   | Wohnhaus                |
| Friedrichsbrunner Chaussee 1/2 (Karte)                                                                   | Wohnhaus                | | 094 45263          | Baudenkmal                   | Wohnhaus                |
| Georgshöhe 1 (Karte)                                                                                     | Jagdhaus Georgshöhe     | Hier gab es bereits Mitte des 19. Jahrhunderts ein Jagdhaus, das später eine Ausflugsgaststätte wurde und heute privat genutzt wird. | 094 45368          | Baudenkmal                   | Weitere Bilder          |
| Heimburgstraße 4 (Karte)                                                                                 | Wohnhaus                | | 094 45264          | Baudenkmal                   | Wohnhaus                |
| Heimburgstraße 26 (Karte)                                                                                | Kurpension              | | 094 45265          | Baudenkmal                   | Kurpension              |
| Heimburgstraße 28/29 (Karte)                                                                             | Wohnhaus                | | 094 45266          | Baudenkmal                   | Wohnhaus                |
| Heimburgstraße 30 (Karte)                                                                                | Wohnhaus                | | 094 45267          | Baudenkmal                   | Wohnhaus                |
| Heimburgstraße 31 (Karte)                                                                                | Wohnhaus                | | 094 45268          | Baudenkmal                   | Wohnhaus                |
| Hexentanzplatz (Karte)                                                                                   | Hexentanzplatz          | Hexentanzplatz mit Walpurgishalle | 094 45369          | Baudenkmal                   | Weitere Bilder          |
| Hubertusstraße 1 (Karte)                                                                                 | Wasserturm              | Zum Wohnhaus umgebauter Wasserturm. | 094 45271          | Baudenkmal                   | Weitere Bilder          |
| Hubertusstraße 2 (Karte)                                                                                 | Kirche                  | Sankt-Petri-Kirche | 094 45272          | Baudenkmal                   | Weitere Bilder          |
| Hubertusstraße 3 (Karte)                                                                                 | Villa Rosenburg         | Villa Villa Rosenburg | 094 45355          | Baudenkmal                   | Villa Rosenburg         |
| Hubertusstraße 9 (Karte)                                                                                 | Pension                 | Villa Hubertus | 094 45275          | Baudenkmal                   | Pension                 |
| Hubertusstraße 12 (Karte)                                                                                | Villa                   | ev. Pfarramt St. Petri, 2016 an privat verkauft. | 094 45276          | Baudenkmal                   | Villa                   |
| Hubertusstraße 19 (Karte)                                                                                | Wohn- und Geschäftshaus | | 094 21165          | Baudenkmal                   | Wohn- und Geschäftshaus |
| Hubertusstraße (Karte)                                                                                   | Park                    | Kurpark, Friedenspark zwischen Hubertusstraße, Parkstraße, Bahnhofstraße und Theodor-Nolte-Straße | 094 45316          | Baudenkmal                   | Park                    |
| Jägerstraße 3/4 (Karte)                                                                                  | Wohnhaus                | | 094 45277          | Baudenkmal                   | Wohnhaus                |
| Jägerstraße 4a (Karte)                                                                                   | Wohnhaus Jägerstraße 4a | Wohnhaus zweigeschossiges Wohnhaus in Formen des Jugendstils aus dem Jahr 1907, ehemaliges Museum | 094 45278          | Baudenkmal                   | Weitere Bilder          |
| Jägerstraße 5 (Karte)                                                                                    | Wohnhaus                | Wohnhaus | 094 45279          | Baudenkmal                   | Wohnhaus                |
| Jägerstraße 6/7 (Karte)                                                                                  | Wohnhaus                | | 094 45280          | Baudenkmal                   | Wohnhaus                |
| Kahlenbergstraße 26 (Karte)                                                                              | Wohnhaus                | | 094 45282          | Baudenkmal                   | Wohnhaus                |
| Karl-Marx-Straße 4 (Karte)                                                                               | Wohnhaus                | Wohnhaus aus der Zeit um 1900/1910 | 094 45283          | Baudenkmal                   | Wohnhaus                |
| Karl-Marx-Straße 14 (Karte)                                                                              | Wohn- und Geschäftshaus | Wohn- und Geschäftshaus in Formen des Jugendstils aus der Zeit um 1905 | 094 45284          | Baudenkmal                   | Wohn- und Geschäftshaus |
| Karl-Marx-Straße 17 (Karte)                                                                              | Wohn- und Geschäftshaus | Wohn- und Geschäftshaus aus der Zeit um 1910, bemerkenswerte Fachwerkfassade | 094 45285          | Baudenkmal                   | Wohn- und Geschäftshaus |
| Karl-Marx-Straße 19 (Karte)                                                                              | Wohn- und Geschäftshaus | Wohn- und Geschäftshaus im Stil des Historismus | 094 45286          | Baudenkmal                   | Wohn- und Geschäftshaus |
| Karl-Marx-Straße 22 (Karte)                                                                              | Wohn- und Geschäftshaus | dreigeschossiges Wohn- und Geschäftshaus im Stil des Historismus und der Neogotik | 094 45287          | Baudenkmal                   | Wohn- und Geschäftshaus |
| Karl-Marx-Straße 24 (Karte)                                                                              | Wohn- und Geschäftshaus | | 094 45288          | Baudenkmal                   | Wohn- und Geschäftshaus |
| Karl-Marx-Straße 26 (Karte)                                                                              | Wohn- und Geschäftshaus | dreigeschossiges Wohn- und Geschäftshaus aus der Zeit um 1900 | 094 45289          | Baudenkmal                   | Wohn- und Geschäftshaus |
| Karl-Marx-Straße 28 (Karte)                                                                              | Wohn- und Geschäftshaus | | 094 45290          | Baudenkmal                   | Wohn- und Geschäftshaus |
| Karl-Marx-Straße 55 (Karte)                                                                              | Villa                   | | 094 50590          | Baudenkmal                   | Villa                   |
| Karl-Marx-Straße 57 (Karte)                                                                              | Wohn- und Geschäftshaus | Roter Ochse | 094 45292          | Baudenkmal                   | Weitere Bilder          |
| Karl-Marx-Straße, an der Nordseite der Straße an einer Straßenbiegung (neben dem ehem. Volksbad) (Karte) | Friedhof                | Sowjetische Kriegsgräberstätte. Die Gebeine wurden 1996 auf den Friedhof an der Blankenburger Straße umgebettet. | 094 45293          | Baudenkmal                   | Friedhof                |
| Karl-Marx-Straße 59 (Karte)                                                                              | Badeanstalt             | Ehemalige Volksbadeanstalt, jetzt Wohnhaus Palais Picard. | 094 45294          | Baudenkmal                   | Weitere Bilder          |
| Karl-Marx-Straße 61 (Karte)                                                                              | Wohnhaus                | | 094 45295          | Baudenkmal                   | Wohnhaus                |
| Karl-Marx-Straße 65 (Karte)                                                                              | Wohnhaus                | | 094 45296          | Baudenkmal                   | Wohnhaus                |
| Karl-Marx-Straße 72 (Karte)                                                                              | Villa                   | Villa Toscana, ehemals „Alte Apotheke“ | 094 50591          | Baudenkmal                   | Villa                   |
| Karl-Marx-Straße 80 (Karte)                                                                              | Wohnhaus                | | 094 45297          | Baudenkmal                   | Wohnhaus                |
| Kirchstraße 2 (Karte)                                                                                    | Sankt-Andreas-Kirche    | Kirche St. Andreas am Kloster Wendhusen | 094 45357          | Baudenkmal                   | Weitere Bilder          |
| Kirchstraße 8 (Karte)                                                                                    | Schäferei               | | 094 50603          | Baudenkmal                   | Schäferei               |
| Lindenbergsweg 36 (Karte)                                                                                | Villa                   | | 094 50593          | Baudenkmal                   | Villa                   |
| Margarethenstraße 6 (Karte)                                                                              | Villa                   | | 094 50594          | Baudenkmal                   | Villa                   |
| Margarethenstraße 7 (Karte)                                                                              | Wohn- und Geschäftshaus | | 094 45298          | Baudenkmal                   | Wohn- und Geschäftshaus |
| Marktstraße 3 (Karte)                                                                                    | Bauernhaus              | | 094 45358          | Baudenkmal                   | Bauernhaus              |
| Mühlenstraße 2, östlich des ehem. Klosters Wendhusen a.d. Bode bzw. Bode-Mühlgraben (Karte)              | Mühle                   | | 094 50082          | Baudenkmal                   | Mühle                   |
| Musestieg 3 (Karte)                                                                                      | Villa                   | | 094 21164          | Baudenkmal                   | Villa                   |
| Musestieg 4 (Karte)                                                                                      | Villa                   | | 094 50630          | Baudenkmal                   | Villa                   |
| Neinstedter Straße 6 (Karte)                                                                             | Armenhaus               | | 094 50596          | Baudenkmal                   | Armenhaus               |
| Neinstedter Straße 23 (Karte)                                                                            | Mühle                   | Felsenmühle | 094 45420          | Baudenkmal                   | Mühle                   |
| Neinstedter Straße 1/1a (Karte)                                                                          | Pflegeheim              | Pflegeheim Kreuzhilfe | 094 45299          | Baudenkmal                   | Pflegeheim              |
| Obersteiger Weg 26/27, 28, 29a, 29b, 29c 29d, 30 (Karte)                                                 | Häusergruppe            | Vier Wohnhäuser | 094 45301          | Denkmalbereich               | Häusergruppe            |
| Parkstraße 1 (Karte)                                                                                     | Fabrik                  | Fabrik Von der ehemaligen Fabrik Eisenhüttenwerk Thale (EHW) sind erhalten: Das große Verwaltungsgebäude, das zu einem Hotel umgebaut werden soll, die Halle Nr. 7 mit der Dampfmaschine aus dem Jahr 1911 und eine Werkhalle.                                                                                          | 094 45304          | Baudenkmal                   | Weitere Bilder          |
| Parkstraße 1, am Ausgang des Bodetales an der Bode (Karte)                                               | Verwaltungsgebäude      | Verwaltungsgebäude | 094 45304 001      | Teilobjekt eines Baudenkmals | BW                      |
| Parkstraße 2 (Karte)                                                                                     | Wohnhaus                | Wohnhaus | 094 45305          | Baudenkmal                   | Wohnhaus                |
| Parkstraße 3 (Karte)                                                                                     | Villa                   | Villa | 094 45306          | Baudenkmal                   | Villa                   |
| Parkstraße 6/7 (Karte)                                                                                   | Siedlungshaus           | | 094 50597          | Baudenkmal                   | Siedlungshaus           |
| Pfingstanger 5 (Karte)                                                                                   | Turnhalle               | | 094 50592          | Baudenkmal                   | Weitere Bilder          |
| Poststraße 1 (Karte)                                                                                     | Postamt                 | | 094 45307          | Baudenkmal                   | Postamt                 |
| Poststraße 3a (Karte)                                                                                    | Wohn- und Geschäftshaus | | 094 45308          | Baudenkmal                   | Wohn- und Geschäftshaus |
| Poststraße 5 (Karte)                                                                                     | Wohn- und Geschäftshaus | | 094 45309          | Baudenkmal                   | Wohn- und Geschäftshaus |
| Poststraße 5a (Karte)                                                                                    | Wohn- und Geschäftshaus | | 094 45310          | Baudenkmal                   | Wohn- und Geschäftshaus |
| Poststraße 6 (Karte)                                                                                     | Wohnhaus                | | 094 21138          | Baudenkmal                   | Wohnhaus                |
| Poststraße 7 (Karte)                                                                                     | Hotel                   | Hubertus-Eck an der Ecke Stecklenberger Allee | 094 45311          | Baudenkmal                   | Hotel                   |
| Poststraße 9 (Karte)                                                                                     | Kurpension              | | 094 45312          | Baudenkmal                   | Kurpension              |
| Poststraße 11 (Karte)                                                                                    | Wohnhaus                | | 094 45313          | Baudenkmal                   | Wohnhaus                |
| Poststraße 12 (Karte)                                                                                    | Pension                 | | 094 45314          | Baudenkmal                   | Pension                 |
| Poststraße 13 (Karte)                                                                                    | Pension                 | | 094 45315          | Baudenkmal                   | Pension                 |
| Roßtrappe (Karte)                                                                                        | Winzenburg              | Frühzeitliche Fluchtburg, sichtbar sind nur noch Reste der Wallanlagen. | 094 45370          | Baudenkmal                   | Winzenburg              |
| Roßtrappe (Karte)                                                                                        | Berghotel Rosstrappe    | Gasthaus und Hotel, im Kern bis auf das Jahr 1849 zurückgehend | 094 50648          | Baudenkmal                   | Berghotel Rosstrappe    |
| Roßtrappenstraße 1 (Karte)                                                                               | Gasthaus Brauner Hirsch | Gasthaus Brauner Hirsch, leerstehend, 2018 von der Stadt Thale erworben und vom Abriss bedroht. | 094 45359          | Baudenkmal                   | Weitere Bilder          |
| Roßtrappenstraße 102 (Karte)                                                                             | Wohnhaus                | Geburtshaus von Bertha Behrens (Wilhelmine Heimburg) | 094 21145          | Baudenkmal                   | Wohnhaus                |
| Rudolf-Breitscheid-Straße 1 (Karte)                                                                      | Wohnhaus                | | 094 45319          | Baudenkmal                   | Wohnhaus                |
| Rudolf-Breitscheid-Straße 2 (Karte)                                                                      | Wohnhaus                | | 094 45320          | Baudenkmal                   | Wohnhaus                |
| Rudolf-Breitscheid-Straße 5 (Karte)                                                                      | Wohnhaus                | | 094 45321          | Baudenkmal                   | Wohnhaus                |
| Rudolf-Breitscheid-Straße 7 (Karte)                                                                      | Wohnhaus                | | 094 45322          | Baudenkmal                   | Wohnhaus                |
| Rudolf-Breitscheid-Straße 10 (Karte)                                                                     | Wohnhaus                | | 094 45323          | Baudenkmal                   | Wohnhaus                |
| Rudolf-Breitscheid-Straße 12 (Karte)                                                                     | Wohnhaus                | | 094 45324          | Baudenkmal                   | Weitere Bilder          |
| Rudolf-Breitscheid-Straße 13 (Karte)                                                                     | Wohnhaus                | | 094 45325          | Baudenkmal                   | Wohnhaus                |
| Rudolf-Breitscheid-Straße 14 (Karte)                                                                     | Wohnhaus                | Villa Bournville | 094 45326          | Baudenkmal                   | Weitere Bilder          |
| Rudolf-Breitscheid-Straße 16 (Karte)                                                                     | Wohnhaus                | | 094 46644          | Baudenkmal                   | Weitere Bilder          |
| Rudolf-Breitscheid-Straße 18 (Karte)                                                                     | Wohnhaus                | | 094 45328          | Baudenkmal                   | Wohnhaus                |
| Rudolf-Breitscheid-Straße 19 (Karte)                                                                     | Wohn- und Geschäftshaus | | 094 45329          | Baudenkmal                   | Wohn- und Geschäftshaus |
| Rudolf-Breitscheid-Straße 20 (Karte)                                                                     | Kurpension              | | 094 45330          | Baudenkmal                   | Kurpension              |
| Rudolf-Breitscheid-Straße 23 (Karte)                                                                     | Villa                   | | 094 50598          | Baudenkmal                   | Villa                   |
| Rudolf-Breitscheid-Straße 25 (Karte)                                                                     | Kurpension              | Schweizerhaus | 094 45331          | Baudenkmal                   | Kurpension              |
| Rudolf-Breitscheid-Straße 27 (Karte)                                                                     | Kurpension              | | 094 45332          | Baudenkmal                   | Kurpension              |
| Rudolf-Breitscheid-Straße 28 (Karte)                                                                     | Kurpension              | | 094 45333          | Baudenkmal                   | Kurpension              |
| Schänkeplatz 6 (Karte)                                                                                   | Pfarrhof                | Pfarramt St. Andreas | 094 45360          | Baudenkmal                   | Pfarrhof                |
| Schillerstraße 6 (Karte)                                                                                 | Wohnhaus                | | 094 45334          | Baudenkmal                   | Wohnhaus                |
| Schillerstraße 19 (Karte)                                                                                | Wohnhaus                | | 094 45335          | Baudenkmal                   | Wohnhaus                |
| Schleifenbachstraße (Karte)                                                                              | Brücke                  | Eiserne Fußgänger-Brücke über den Silberbach. | 094 50599          | Baudenkmal                   | Weitere Bilder          |
| Schmiedestraße 3/4 (Karte)                                                                               | Gutshof                 | Gutshof Rittergut Thale I | 094 45361          | Baudenkmal                   | Gutshof                 |
| Schmiedestraße 3/4 (Karte)                                                                               | Park                    | Park | 094 45361 001      | Teilobjekt eines Baudenkmals | BW                      |
| Stecklenberger Allee 21 (Karte)                                                                          | Kurpension              | | 094 45336          | Baudenkmal                   | Kurpension              |
| Stecklenberger Allee 36 (Karte)                                                                          | Wohnhaus                | Vermutlich ist hier das Haus Alfredstraße 36 an der Stecklenberger Allee gemeint. | 094 45337          | Baudenkmal                   | Wohnhaus                |
| Steinbachstraße 4 (Karte)                                                                                | Schule                  | Ehemalige Berufsschule, jetzt Wohnhaus. | 094 45339          | Baudenkmal                   | Schule                  |
| Theodor-Nolte-Straße 1 (Karte)                                                                           | Rathaus                 | ehemaliges Hotel Zehnpfund | 094 45317          | Baudenkmal                   | Weitere Bilder          |
| Unter der Linde 4 (Karte)                                                                                | Ackerbürgerhof          | | 094 45362          | Baudenkmal                   | Ackerbürgerhof          |
| Walpurgisstraße 4–9 (Karte)                                                                              | Straßenzeile            | | 094 45340          | Denkmalbereich               | Straßenzeile            |
| Walpurgisstraße 25 (Karte)                                                                               | Wohnhaus                | | 094 45341          | Baudenkmal                   | Wohnhaus                |
| Walpurgisstraße 26 (Karte)                                                                               | Villa Alice             | Villa Alice, als Hotel genutzt. | 094 45342          | Baudenkmal                   | Villa Alice             |
| Walpurgisstraße 28 (Karte)                                                                               | Wohnhaus                | | 094 45343          | Baudenkmal                   | Wohnhaus                |
| Walpurgisstraße 29 (Karte)                                                                               | Wohnhaus                | | 094 45344          | Baudenkmal                   | Wohnhaus                |
| Walpurgisstraße 31 (Karte)                                                                               | Wohnhaus                | | 094 45346          | Baudenkmal                   | Wohnhaus                |
| Walpurgisstraße 34 (Karte)                                                                               | Wohnhaus                | Originalbeschreibung in der Denkmalliste war ursprünglich Kurhaus, das ist jedoch in der Nummer 37 gewesen. | 094 45347          | Baudenkmal                   | Wohnhaus                |
| Walpurgisstraße 35 (Karte)                                                                               | Wohnhaus                | | 094 45348          | Baudenkmal                   | Wohnhaus                |
| Walpurgisstraße 35c (Karte)                                                                              | Wohnhaus                | | 094 45349          | Baudenkmal                   | Wohnhaus                |
| Walpurgisstraße 35g (Karte)                                                                              | Wohnhaus                | | 094 45350          | Baudenkmal                   | Wohnhaus                |
| Walpurgisstraße 36 (Karte)                                                                               | Forstamt                | Revierförsterei, Forsthaus Hexentanzplatz. (Mit ID 094 45351 doppelt vergeben, einmal als Wohnhaus und einmal als Revierförsterei) | 094 46652          | Baudenkmal                   | Forstamt                |
| Walpurgisstraße 37 (Karte)                                                                               | Hotel                   | Kurhaus Thale von 1907, In der DDR Umbau zum Kulturhaus des EHW Thale, jetzt Klubhaus Thale. Baulich stark verändert nach Brandsanierung. | 094 50601          | Baudenkmal                   | Weitere Bilder          |
| Walpurgisstraße 39-45, 47 (Karte)                                                                        | Straßenzeile            | | 094 45352          | Denkmalbereich               | Straßenzeile            |
| Walter-Rathenau-Straße 1 (Karte)                                                                         | Hüttenkapelle           | vermutlich als Hüttenkapelle 1856 errichtetes Gebäude, heute als Museumsgalerie genutzt | 094 45303          | Baudenkmal                   | Hüttenkapelle           |
| Walter-Rathenau-Straße 2 (Karte)                                                                         | Katholische Kirche      | von 1911 bis 1913 nach Plänen von Arnold Güldenpfennig erbaut | 094 45353          | Baudenkmal                   | Weitere Bilder          |
| Walter-Rathenau-Straße 2 (Karte)                                                                         | Pfarrhaus               | | 094 45302          | Baudenkmal                   | Pfarrhaus               |
| Walter-Rathenau-Straße 3 (Karte)                                                                         | Bahnhof                 | Bahnhof Bodetal | 094 21166          | Baudenkmal                   | Bahnhof                 |
| Wendhusenstraße 7, 7a (Karte)                                                                            | Kloster                 | Kloster Wendhusen | 094 45365          | Baudenkmal                   | Weitere Bilder          |
| Wendhusenstraße 8 (Karte)                                                                                | Wohnhaus                | Fachwerkwohnhaus aus der Zeit um das Jahr 1700 | 094 45366          | Baudenkmal                   | Wohnhaus                |
| Winkelgasse 8 (Karte)                                                                                    | Bauernhaus              | | 094 45441          | Baudenkmal                   | Bauernhaus              |
| Worth 1 (Karte)                                                                                          | Bauernhof               | | 094 50602          | Baudenkmal                   | Bauernhof               |
| Wegekreuz Thale-Treseburg und Dambachhaus-Friedrichsbrunn (Karte)                                        | Denkmal                 | Pfeil-Denkmal, Nähe Dambachhaus | 094 45407          | Baudenkmal                   | Weitere Bilder          |
| 500 Meter nordwestlich vom Ortseingang (Karte)                                                           | Grenzstein              | Grenzstein No. 207 von 1844, gesetzt zwischen Herzogtum Braunschweig und Preußen. | 094 50650          | Kleindenkmal                 | Grenzstein              |
| ca. 500 m nordwestlich der Stadt, an der Straße nach Blankenburg (Karte)                                 | Sühnekreuz              | „Warnstedter Mordkreuz“. Es soll an Siegfried I. Pfalzgraf bei Rhein erinnern, der hier am 21. Februar 1113 bei der Schlacht bei Warnstedt durch Anhänger des kaiserlichen Feldmarschalls Hoyer von Mansfeld verwundet wurde und am 9. März 1113 starb. Der Stein soll erst im 15. Jahrhundert aufgestellt worden sein. | 094 50649          | Kleindenkmal                 | Weitere Bilder          |

### Treseburg
| Lage                                 | Bezeichnung         | Beschreibung                                               | Erfassungs- nummer | Ausweisungsart | Bild              |
| ------------------------------------ | ------------------- | ---------------------------------------------------------- | ------------------ | -------------- | ----------------- |
| Halde 1 (Karte)                      | Hotel Bodeblick     | in den 1890er Jahren errichtetes Hotel an der Bode         | 094 25276          | Baudenkmal     | Weitere Bilder    |
| Halde 2 (Karte)                      | Hotel               | Hotel                                                      | 094 25277          | Baudenkmal     | Weitere Bilder    |
| Halde 3 (Karte)                      | Pension             | Pension                                                    | 094 25278          | Baudenkmal     | Pension           |
| Am Berg, Friedhof (Karte)            | Friedhofskapelle    | Kapelle                                                    | 094 00537          | Baudenkmal     | Weitere Bilder    |
| Ortsstraße 2 (Karte)                 | Pension Wildstein   | Pension                                                    | 094 00536          | Baudenkmal     | Pension Wildstein |
| Ortsstraße 4 (Karte)                 | Wohnhaus            | Wohnhaus                                                   | 094 00533          | Baudenkmal     | Wohnhaus          |
| Ortsstraße 7 (Karte)                 | Wohnhaus            | Wohnhaus                                                   | 094 00532          | Baudenkmal     | Wohnhaus          |
| Ortsstraße 22 (Karte)                | Gasthof             | Gasthof                                                    | 094 00539          | Baudenkmal     | Gasthof           |
| Ortsstraße 23, 24, 25 (Karte)        | Häusergruppe        | Häusergruppe                                               | 094 00534          | Denkmalbereich | Häusergruppe      |
| Ortsstraße 25 (Karte)                | Schulhaus Treseburg | Schulhaus mit Kapelle von 1877                             | 094 25279          | Baudenkmal     | Weitere Bilder    |
| Ortsstraße 26 (Karte)                | Pension Luppbode    | Gasthof                                                    | 094 00535          | Baudenkmal     | Pension Luppbode  |
| Ortsstraße 28 (Karte)                | Hotel Forelle       | Hotel im Kern auf das 18. Jahrhundert zurückgehendes Hotel | 094 00540          | Baudenkmal     | Weitere Bilder    |
| Ortsstraße 30 (Karte)                | Pension Bodetal     | Pension                                                    | 094 00541          | Baudenkmal     | Weitere Bilder    |
| Felsrücken über Bodeschleife (Karte) | Burgruine Treseburg | Burgruine                                                  | 094 25275          | Baudenkmal     | Weitere Bilder    |

### Warnstedt
| Lage                               | Bezeichnung        | Beschreibung               | Erfassungs- nummer | Ausweisungsart | Bild               |
| ---------------------------------- | ------------------ | -------------------------- | ------------------ | -------------- | ------------------ |
| Warnstedter Hauptstraße 22 (Karte) | Wirtschaftsgebäude |                            | 094 50639          | Baudenkmal     | Wirtschaftsgebäude |
| Warnstedter Hauptstraße 74 (Karte) | Bauernhaus         |                            | 094 45143          | Baudenkmal     | Bauernhaus         |
| Kirchberg (Karte)                  | Kirche             | St. Georg-Kirche Warnstedt | 094 45372          | Baudenkmal     | Weitere Bilder     |
| Kirchberg 79 (Karte)               | Pfarrhaus          |                            | 094 45144          | Baudenkmal     | Pfarrhaus          |
| Sackstraße 15 (Karte)              | Bauernhaus         |                            | 094 45142          | Baudenkmal     | Bauernhaus         |
| Warnstedter Plan 72 (Karte)        | Bauernhof          |                            | 094 50640          | Baudenkmal     | Bauernhof          |
| Wedderslebener Weg (Karte)         | Mühle              |                            | 094 45145          | Baudenkmal     | Weitere Bilder     |

### Wendefurth
| Lage                                | Bezeichnung | Beschreibung  | Erfassungs- nummer | Ausweisungsart               | Bild     |
| ----------------------------------- | ----------- | ------------- | ------------------ | ---------------------------- | -------- |
| zwischen Rübeland und Wendefurth    | Talsperre   | Talsperre     | 094 14366 002      | Teilobjekt eines Baudenkmals |          |
| zwischen Altenbrak und Wendefurth   | Talsperre   | Talsperre     | 094 14366 007      | Teilobjekt eines Baudenkmals |          |
| Alte Blankenburger Straße 3 (Karte) | Forsthof    | Forsthof      | 094 25273          | Baudenkmal                   | Forsthof |
| Alte Blankenburger Straße 4 (Karte) | Wohnhaus    | Schweizerhaus | 094 25274          | Baudenkmal                   | Wohnhaus |
| Alte Blankenburger Straße 5 (Karte) | Wohnhaus    | Wohnhaus      | 094 00581          | Baudenkmal                   | Wohnhaus |

### Weddersleben
| Lage                                  | Bezeichnung | Beschreibung                               | Erfassungs- nummer | Ausweisungsart | Bild           |
| ------------------------------------- | ----------- | ------------------------------------------ | ------------------ | -------------- | -------------- |
| Wedderslebener Bergstraße 10 (Karte)  | Bauernhaus  |                                            | 094 45373          | Baudenkmal     | Bauernhaus     |
| Wedderslebener Bergstraße 11 (Karte)  | Bauernhaus  |                                            | 094 45374          | Baudenkmal     | Bauernhaus     |
| Bodeberg 3 (Karte)                    | Gutshof     |                                            | 094 45375          | Baudenkmal     | Gutshof        |
| Friedensstraße 6 (Karte)              | Bauernhaus  |                                            | 094 45133          | Baudenkmal     | Bauernhaus     |
| Friedensstraße 31 (Karte)             | Wohnhaus    |                                            | 094 45449          | Baudenkmal     | Wohnhaus       |
| Friedensstraße 34 (Karte)             | Bauernhof   |                                            | 094 50573          | Baudenkmal     | Bauernhof      |
| Friedensstraße 37 (Karte)             | Gasthof     | Gasthof Weißer Schwan mit Saalbau von 1904 | 094 45377          | Baudenkmal     | Gasthof        |
| Friedensstraße 38 (Karte)             | Bauernhaus  |                                            | 094 45450          | Baudenkmal     | Bauernhaus     |
| Wedderslebener Kirchstraße 8 (Karte)  | Pfarrhof    |                                            | 094 50571          | Baudenkmal     | Pfarrhof       |
| Wedderslebener Kirchstraße 10 (Karte) | Kirche      | Kirche St. Michael                         | 094 45409          | Baudenkmal     | Weitere Bilder |
| Quedlinburger Straße 1 (Karte)        | Mühlenhof   | Alte Maasmühle                             | 094 45429          | Baudenkmal     | Weitere Bilder |
| Quedlinburger Straße 1a (Karte)       | Mühle       | Neue Maasmühle von 1909                    | 094 45136          | Baudenkmal     | Weitere Bilder |
| Quedlinburger Straße 13 (Karte)       | Wohnhaus    |                                            | 094 45139          | Baudenkmal     | Wohnhaus       |
| Quedlinburger Straße 15 (Karte)       | Bauernhof   |                                            | 094 45380          | Baudenkmal     | Bauernhof      |
| Quedlinburger Straße 17 (Karte)       | Mühlenhof   |                                            | 094 45378          | Baudenkmal     | Mühlenhof      |
| Neue Warnstedter Straße (Karte)       | Feierhalle  | Friedhof Weddersleben                      | 094 45141          | Baudenkmal     | Weitere Bilder |

### Westerhausen
| Lage | Bezeichnung           | Beschreibung                                                                                                  | Erfassungs- nummer | Ausweisungsart               | Bild           |
| --- | --------------------- | --- | ------------------ | ---------------------------- | -------------- |
| Elern 113 (Karte) | Bauernhof             | Bauernhof 2021 als Denkmal ausgewiesen                                                                        | 094 18793          | Baudenkmal                   | Weitere Bilder |
| Feldstraße 528 (Karte) | Sanatorium            | | 094 45120          | Baudenkmal                   | Sanatorium     |
| Friedhofstraße (Karte) | Friedhof Westerhausen | Friedhof | 094 45382          | Baudenkmal                   | Weitere Bilder |
| Friedhofstraße, auf dem Friedhof (Karte)                                                                                                   | Kapelle               | Kapelle | 094 45382 001      | Teilobjekt eines Baudenkmals | Kapelle        |
| Halberstädter Straße 239 (Karte) | Mühle                 | Untermühle (Fischers Mühle)                                                                                   | 094 45122          | Baudenkmal                   | Weitere Bilder |
| Halberstädter Straße 536 (Karte) | Vereinshaus           | Schützenhaus                                                                                                  | 094 45123          | Baudenkmal                   | Weitere Bilder |
| Hinter dem Amt 28 (Karte) | Amtshaus              | Verwalterhaus „Der Tempel“, dreigeschossig                                                                    | 094 50636          | Baudenkmal                   | Amtshaus       |
| Hinter dem Amt 40 (Karte) | Bauernhaus            | | 094 50637          | Baudenkmal                   | Bauernhaus     |
| Oberdorf 8 (Karte) | Bauernhof             | Flämischer Bauernhof 16. Jhd., sehr gut erhalten und saniert mit sehenswerter Innenarchitektur des Wohnhauses | 094 45124          | Baudenkmal                   | Bauernhof      |
| Oberdorf 9 (Karte) | Bauernhaus            | Flämischer Bauernhof 17. Jhd.                                                                                 | 094 50635          | Baudenkmal                   | Bauernhaus     |
| Oberdorf 12 (Karte) | Bauernhof             | Flämischer Bauernhof 17. Jhd.                                                                                 | 094 45125          | Baudenkmal                   | Bauernhof      |
| Oberdorf 13 (Karte) | Bauernhof             | Flämischer Bauernhof 17. Jhd.                                                                                 | 094 45126          | Baudenkmal                   | Bauernhof      |
| Planstraße 90 (Karte) | Pfarrhof              | Hauptgebäude einschließlich Nebengelass, Garten und Mauer                                                     | 094 50638          | Baudenkmal                   | Pfarrhof       |
| Planstraße 105 (Karte) | Bauernhaus            | | 094 50633          | Baudenkmal                   | Bauernhaus     |
| Sankt-Stephan-Straße 449 (Karte) | Fischerhaus           | | 094 45130          | Baudenkmal                   | Fischerhaus    |
| Schulstraße 68 (Karte) | Handwerkerhaus        | Fachwerkbau                                                                                                   | 094 45127          | Baudenkmal                   | Handwerkerhaus |
| Schulstraße 70 (Karte) | Bauernhaus            | Fachwerkbau                                                                                                   | 094 45128          | Baudenkmal                   | Bauernhaus     |
| Schulstraße 77 (Karte) | Kirche                | Kirche St. Stephani, einschließlich Kirchplatz, Linden und Denkmal                                            | 094 45410          | Baudenkmal                   | Weitere Bilder |
| Schulstraße 88 (Karte) | Gasthof               | ehemaliger Gasthof "Zum Würfel", aktuell Wohnhaus                                                             | 094 45129          | Baudenkmal                   | Gasthof        |
| Straße des Friedens 265 (Karte) | Bauernhof             | ehemalige Gaststätte nebst Wohngebäude, später Krämerlader, danach Konsum, aktuell Imbiss                     | 094 50647          | Baudenkmal                   | Bauernhof      |
| Vor dem Junkerhof 488 (Karte) | Spritzenhaus          | | 094 45131          | Baudenkmal                   | Spritzenhaus   |
| Vor dem Junkerhof 535 (Karte) | Edelhof               | Junkerhof | 094 45119          | Baudenkmal                   | Edelhof        |
| ca. 2,5 km östlich der Ortslage (Karte) | Mühle                 | Untere Bruchmühle inklusive Bachlauf und Zufahrt (Feldweg) bis zur Straße                                     | 094 50081          | Baudenkmal                   | Weitere Bilder |
| südöstlich Westerhausen, Flur 40, Gemarkung Quedlinburg, Flurstück 1/4 (Karte)                                                             | Rennbahn              | Rennbahn am Eselstall südlich des Forsthofs                                                                   | 094 18776          | Baudenkmal                   | Weitere Bilder |
| nordwestlich unterhalb des Königsteins an der Ostseite der nördlichen Ausmündung des Hohlweges zwischen diesem und dem Jätchenberg (Karte) | Denkmal               | Hungerstein von 1931                                                                                          | 094 45383          | Kleindenkmal                 | Weitere Bilder |
| ca. 500 m hinter dem Ortsausgang an der alten Straße nach Warnstedt (Karte)                                                                | Distanzstein          | | 094 45418          | Kleindenkmal                 | Distanzstein   |
| ca. 2 km nördlich der Ortslage | Grenzstein            | Grenzsteine östlich der Harslebener Berge, „Barocke Grenzversteinung im Steinholz“                            | 094 50652          | Baudenkmal                   |                |
| ca. 2 km nordöstlich der Ortslage | Grenzstein            | Grenzstein | 094 50653          | Kleindenkmal                 |                |
| ca.1 km nördlich der Ortslage | Grenzstein            | Grenzsteine der braunschweigisch-preußischen Grenzversteinung von 1844, am Hohen Helmstein?                   | 094 50654          | Kleindenkmal                 |                |

## Ehemalige Kulturdenkmale nach Ortsteilen
Die nachfolgenden Objekte waren ursprünglich ebenfalls denkmalgeschützt oder wurden in der Literatur als Kulturdenkmale geführt. Die Denkmale bestehen heute jedoch nicht mehr, ihre Unterschutzstellung wurde aufgehoben oder sie werden nicht mehr als Denkmale betrachtet.

### Allrode
| Lage                                       | Bezeichnung  | Beschreibung | Erfassungs- nummer | Ausweisungsart | Bild         |
| ------------------------------------------ | ------------ | ------------ | ------------------ | -------------- | ------------ |
| Lange Straße 9, 9a, 50, 51, 55, 81 (Karte) | Häusergruppe |              | 094 45042          | Denkmalbereich | Häusergruppe |

### Altenbrak
| Lage                                                 | Bezeichnung | Beschreibung | Erfassungs- nummer | Ausweisungsart | Bild           |
| ---------------------------------------------------- | ----------- | --- | ------------------ | -------------- | -------------- |
| An der Uferpromenade (Karte)                         | Badeanstalt | | 094 00904          |                | Weitere Bilder |
| Ludwigshütte 2, 3 (Karte)                            | Wohnhaus    | Hüttenschreiberhaus, das Gebäude wurde im Juli 2012 abgerissen                                                           | 094 00580          |                | BW             |
| Rodensteinsweg 1 Ortskern i.d. Nähe zur Bode (Karte) | Wohnhaus    | | 094 00346          |                | Wohnhaus       |
| Rolandseck 1, 2, 3, 4, 5, 6, 7, 8, 9, 10, 11 (Karte) | Siedlung    | | 094 00585          |                | Weitere Bilder |
| Sankt Ritter 1 (Karte)                               | Gästehaus   | früher Gasthaus „Brücke“, heute Wohnhaus                                                                                 | 094 00576          |                | Gästehaus      |
| Sankt Ritter 3 (Karte)                               | Wohnhaus    | Haus Heidecke | 094 00575          |                | Wohnhaus       |
| Sankt Ritter 8 (Karte)                               | Pension     | Das Gebäude „Inselhaus“ wurde im Februar 2012 abgerissen und das Grundstück anschließend mit einem Eigenheim neu bebaut. | 094 00907          | Baudenkmal     | BW             |
| Sankt Ritter 30 (Karte)                              | Gartenhaus  | | 094 00577          |                | BW             |

### Friedrichsbrunn
| Lage                   | Bezeichnung            | Beschreibung                                     | Erfassungs- nummer | Ausweisungsart | Bild |
| ---------------------- | ---------------------- | ------------------------------------------------ | ------------------ | -------------- | ---- |
| Hauptstraße 90 (Karte) | Transformatorenstation | Objekt existiert nicht mehr, Grundstück unbebaut | 094 21141          | Baudenkmal     | BW   |

### Thale
| Lage                                              | Bezeichnung              | Beschreibung | Erfassungs- nummer | Ausweisungsart | Bild                     |
| ------------------------------------------------- | ------------------------ | --- | ------------------ | -------------- | ------------------------ |
| Dambachhaus 1 (Karte)                             | Oberförsterei            | Oberförsterei Dambachhaus, Doppeleintrag zu 094 45367 (Jagdschloss). | 094 46653          | Baudenkmal     | BW                       |
| Hubertusbad 1 (Karte)                             | Villa Diana              | Pension Villa Diana auf der Hubertusinsel. Nach Brandstiftung und Verfall abgerissen und mit Spielanlagen überbaut. Im Jahr 2024 aus dem Denkmalverzeichnis gestrichen. | 094 45269          | Baudenkmal     | BW                       |
| Hubertusstraße 6 (Karte)                          | Hotel                    | ehemals Wegeners Gebirgshotel / Hotel Bodethal. Gebäude ist bereits abgerissen, eine Austragung aus dem Denkmalverzeichnis erfolgte anscheinend noch nicht. | 094 45274          | Baudenkmal     | BW                       |
| Hubertusstraße                                    | Pumpstation              | Pumpstation | 094 50589          | Baudenkmal     |                          |
| Hubertusstraße 5 (Karte)                          | Hotel Princess Brunhilde | Hotel in Fachwerkbauweise aus der Zeit um 1890, das Gebäude wurde nach Erteilung einer Genehmigung abgerissen und im Jahr 2016 aus dem Denkmalverzeichnis ausgetragen. | 094 45273          | Baudenkmal     | Hotel Princess Brunhilde |
| Kantorstraße 13 Flur 5, Flurstück 158/188 (Karte) | Wohnhaus                 | Wohnhaus Kantorat in der Nähe des Klosters Wendhusen. Das Gebäude wurde abgerissen und das Grundstück mit Wohnhäusern neu bebaut. | 094 45363          | Baudenkmal     | BW                       |
| Karl-Marx-Straße 51 (Karte)                       | Wohnhaus                 | | 094 45291          | Baudenkmal     | Wohnhaus                 |
| Karlstraße 24, 24a (Karte)                        | Wohnhaus                 | Das Grundstück ist unbebaut | 094 45281          | Baudenkmal     | BW                       |
| Lindenbergsweg 1b (Karte)                         | Garage                   | Garage, Postkraftwagenhof, wurde nach einer Genehmigung 2015 abgerissen und im Jahr 2016 aus dem Denkmalverzeichnis ausgetragen. | 094 21095          | Baudenkmal     | BW                       |
| Markt 3a (Karte)                                  | Ackerbürgerhof           | | 094 50084          | Baudenkmal     | Ackerbürgerhof           |
| Stecklenberger Allee 41–66 (Karte)                | Wohnsiedlung             | Siedlung des sozialen Wohnungsbaus der frühen 1920er Jahre mit Zweifamilien-Doppelhäusern, im Rahmen einer Überprüfung wurde die Denkmaleigenschaft als negativ bzw. erloschen beurteilt und die Siedlung im Januar 2017 aus dem Denkmalverzeichnis ausgetragen.                                                                                                   | 094 45338          | Denkmalbereich | Wohnsiedlung             |
| Walpurgisstraße 30 (Karte)                        | Wohnhaus                 | | 094 45345          | Baudenkmal     | Wohnhaus                 |
| Weiberborn 8 / Unter der Linde 8 (Karte)          | Kolonistenhaus           | Kolonistenhaus Es existiert im Weiberborn nur die Hausnummer 1, es gab nie höhere Nummern laut Adressbuch 1903. Möglicherweise handelt es sich um das Haus Unter der Linde 8, das aber bereits abgerissen wurde. Im Jahr 2023 wurde ein Wohnhaus mit der Identifikationsnummer 094 45364 mit der Adressangabe Kirchstraße 8 aus dem Denkmalverzeichnis gestrichen. | 094 45364          | Baudenkmal     | Kolonistenhaus           |

### Treseburg
| Lage                  | Bezeichnung | Beschreibung | Erfassungs- nummer | Ausweisungsart | Bild           |
| --------------------- | ----------- | --- | ------------------ | -------------- | -------------- |
| Halde 1, 2, 3 (Karte) | Kuranlage   | | 094 00531          |                | Weitere Bilder |
| Ortsstraße 34 (Karte) | Wohnhaus    | Hotel und Pension „Zur Treseburg“, ehemals von Carl Müller betrieben. In der DDR Café des FDGB („Wellblech-Café“), mittlerweile jedoch abgerissen. | 094 00542          |                | BW             |

### Weddersleben
| Lage                      | Bezeichnung | Beschreibung                                  | Erfassungs- nummer | Ausweisungsart | Bild     |
| ------------------------- | ----------- | --------------------------------------------- | ------------------ | -------------- | -------- |
| Friedensstraße 43 (Karte) | Wohnhaus    | 2015 schon als ehemaliges Baudenkmal gelistet | 094 45134          | Baudenkmal     | Wohnhaus |

### Wendefurth
| Lage                                             | Bezeichnung | Beschreibung | Erfassungs- nummer | Ausweisungsart | Bild |
| ------------------------------------------------ | ----------- | ------------ | ------------------ | -------------- | ---- |
| Bodeweg an der Bode zwischen Nr. 2 und 3 (Karte) | Pension     |              | 094 00582          |                | BW   |

## Legende
In den Spalten befinden sich folgende Informationen:
- Lage: Nennt den Straßennamen und wenn vorhanden die Hausnummer des Kulturdenkmals. Die Grundsortierung der Liste erfolgt nach dieser Adresse. Der Link „Karte“ führt zu verschiedenen Kartendarstellungen und nennt die geographischen Koordinaten.
Link zu einem Kartenansichtstool, um Koordinaten zu setzen. In der Kartenansicht sind Baudenkmale ohne Koordinaten mit einem roten bzw. orangen Marker dargestellt und können in der Karte gesetzt werden. Baudenkmale ohne Bild sind mit einem blauen bzw. roten Marker gekennzeichnet, Baudenkmale mit Bild mit einem grünen bzw. orangen Marker.
- Offizielle Bezeichnung: Nennt den Namen, die Bezeichnung oder zumindest die Art des Kulturdenkmals und verlinkt, soweit vorhanden, auf den Artikel zum Objekt.
- Beschreibung: Nennt bauliche und geschichtliche Einzelheiten des Kulturdenkmals, vorzugsweise die Denkmaleigenschaften.
- Erfassungsnummer: Für jedes Kulturdenkmal wird in Sachsen-Anhalt eine 20stellige Erfassungsnummer vergeben. Die letzten zwölf Ziffern werden für die Untergliederung nach Teilobjekten genutzt und werden nur angegeben, soweit vergeben. In dieser Spalte kann sich folgendes Icon  befinden, dies führt zu Angaben zu diesem Baudenkmal bei Wikidata.
- Ausweisungsart: Die Einordnung des Denkmales nach § 2 Abs. 2 DenkmSchG LSA
- Bild: Ein Bild des Denkmales, und gegebenenfalls einen Link zu weiteren Fotos des Kulturdenkmals im Medienarchiv Wikimedia Commons. Wenn man auf das Kamerasymbol klickt, können Fotos zu Kulturdenkmalen aus dieser Liste hochgeladen werden: